# Naphat Rajanpan
Naphat Rajanpan (thailändisch ณภัทร ราจันพันธ์, * 4. Januar 2004) ist ein thailändischer Fußballspieler.

## Karriere
Naphat Rajanpan erlernte das Fußballspielen in der Jugendmannschaft vom Suphanburi FC. Hier unterschrieb er am 1. Januar 2022 auch seinen ersten Vertrag. Der Verein aus Suphanburi spielte in der ersten thailändischen Liga, der Thai League. Am Ende der Saison musste er mit Suphanburi den Weg in die zweite Liga antreten. In der ersten Liga kam er nicht zum Einsatz. Sein Zweitligadebüt gab Naphat Rajanpan am 30. April 2023 (34. Spieltag) im Auswärtsspiel gegen den Customs United FC. Bei der 2:0-Niederlage wurde er in der 79. Minute für den Südkoreaner Lee Jong-cheon eingewechselt. Im Sommer 2023 wechselte er auf Leihbasis zum Drittligisten Pathumthani University FC. Der Verein aus Ayutthaya spielte in der Western Region der Liga. Hier kam er jedoch nicht zum Einsatz. Nach der Ausleihe kehrte er im Dezember 2023 nach Suphanburi zurück. Im Sommer 2024 wechselte er zum Drittligisten Kanchanaburi City FC. Mit dem Verein aus Kanchanaburi spielt er in der Western Region der Liga.